# Conseil pour le maintien des occupations

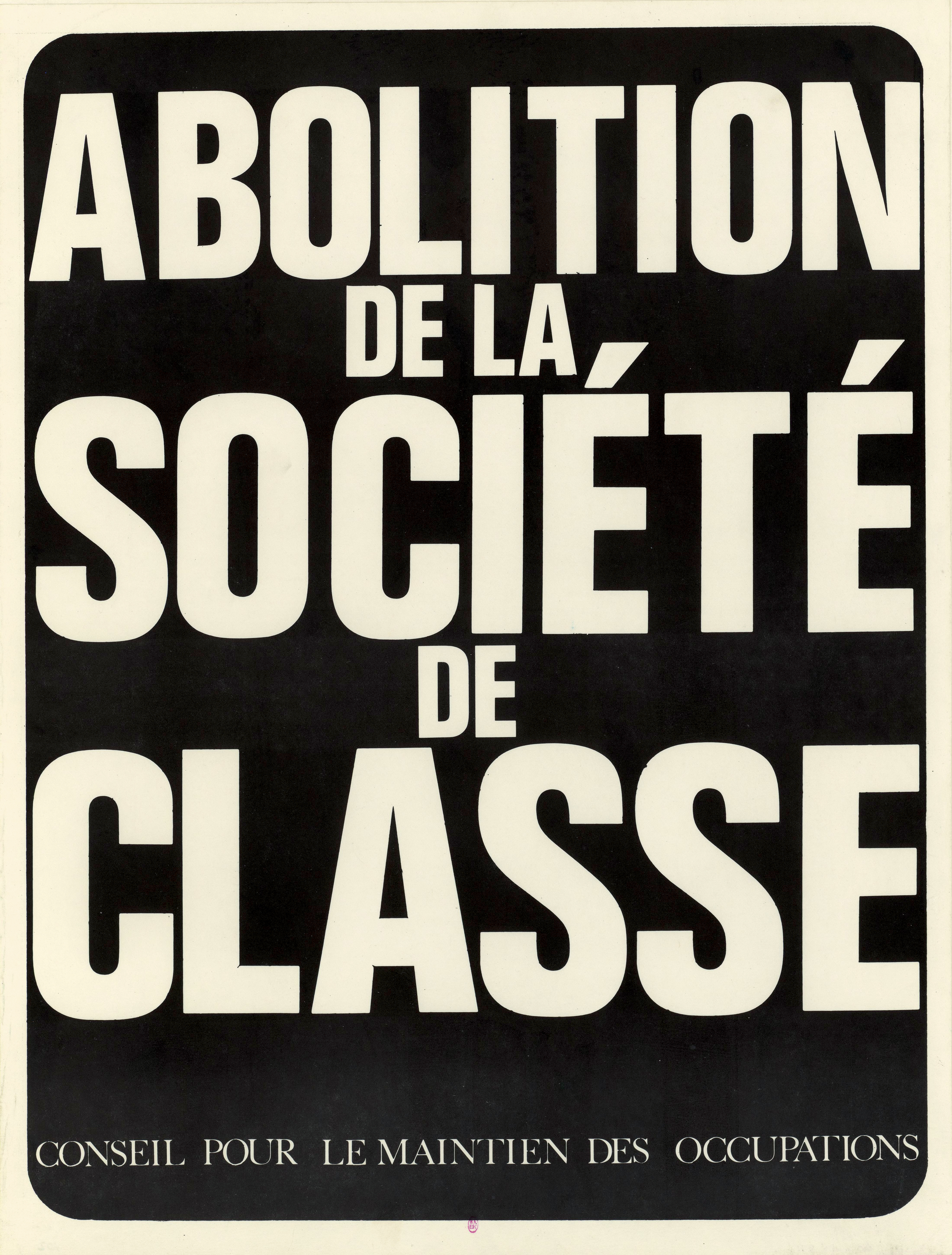
Um panfleto do Conselho para a Manutenção das Ocupações, pedindo a abolição das classes sociais em prol de uma sociedade sem classes.

O Conseil pour le maintien des occupations (CMDO; Conselho pela Manutenção das Ocupações) foi um grupo revolucionário provisório criado no dia 17 do Maio de 68 durante as ocupações da Sorbonne por membros da Internacional Situacionista (IS).